# 1151 год
1151 (ты́сяча сто пятьдеся́т пе́рвый) год  по юлианскому календарю — невисокосный год, начинающийся в понедельник. Это 1151 год нашей эры, 1‑й год 6‑го десятилетия XII века 2‑го тысячелетия, 2‑й год 1150‑х годов. Он закончился 874 года назад.
| Пн | Вт | Ср | Чт | Пт | Сб | Вс |
| 1  | 2  | 3  | 4  | 5  | 6  | 7  |
| 8  | 9  | 10 | 11 | 12 | 13 | 14 |
| 15 | 16 | 17 | 18 | 19 | 20 | 21 |
| 22 | 23 | 24 | 25 | 26 | 27 | 28 |
| 29 | 30 | 31 |    |    |    |    |

| Пн | Вт | Ср | Чт | Пт | Сб | Вс |
|    |    |    | 1  | 2  | 3  | 4  |
| 5  | 6  | 7  | 8  | 9  | 10 | 11 |
| 12 | 13 | 14 | 15 | 16 | 17 | 18 |
| 19 | 20 | 21 | 22 | 23 | 24 | 25 |
| 26 | 27 | 28 |    |    |    |    |

| Пн | Вт | Ср | Чт | Пт | Сб | Вс |
|    |    |    | 1  | 2  | 3  | 4  |
| 5  | 6  | 7  | 8  | 9  | 10 | 11 |
| 12 | 13 | 14 | 15 | 16 | 17 | 18 |
| 19 | 20 | 21 | 22 | 23 | 24 | 25 |
| 26 | 27 | 28 | 29 | 30 | 31 |    |

| Пн | Вт | Ср | Чт | Пт | Сб | Вс |
|    |    |    |    |    |    | 1  |
| 2  | 3  | 4  | 5  | 6  | 7  | 8  |
| 9  | 10 | 11 | 12 | 13 | 14 | 15 |
| 16 | 17 | 18 | 19 | 20 | 21 | 22 |
| 23 | 24 | 25 | 26 | 27 | 28 | 29 |
| 30 |    |    |    |    |    |    |

| Пн | Вт | Ср | Чт | Пт | Сб | Вс |
|    | 1  | 2  | 3  | 4  | 5  | 6  |
| 7  | 8  | 9  | 10 | 11 | 12 | 13 |
| 14 | 15 | 16 | 17 | 18 | 19 | 20 |
| 21 | 22 | 23 | 24 | 25 | 26 | 27 |
| 28 | 29 | 30 | 31 |    |    |    |

| Пн | Вт | Ср | Чт | Пт | Сб | Вс |
|    |    |    |    | 1  | 2  | 3  |
| 4  | 5  | 6  | 7  | 8  | 9  | 10 |
| 11 | 12 | 13 | 14 | 15 | 16 | 17 |
| 18 | 19 | 20 | 21 | 22 | 23 | 24 |
| 25 | 26 | 27 | 28 | 29 | 30 |    |

| Пн | Вт | Ср | Чт | Пт | Сб | Вс |
|    |    |    |    |    |    | 1  |
| 2  | 3  | 4  | 5  | 6  | 7  | 8  |
| 9  | 10 | 11 | 12 | 13 | 14 | 15 |
| 16 | 17 | 18 | 19 | 20 | 21 | 22 |
| 23 | 24 | 25 | 26 | 27 | 28 | 29 |
| 30 | 31 |    |    |    |    |    |

| Пн | Вт | Ср | Чт | Пт | Сб | Вс |
|    |    | 1  | 2  | 3  | 4  | 5  |
| 6  | 7  | 8  | 9  | 10 | 11 | 12 |
| 13 | 14 | 15 | 16 | 17 | 18 | 19 |
| 20 | 21 | 22 | 23 | 24 | 25 | 26 |
| 27 | 28 | 29 | 30 | 31 |    |    |

| Пн | Вт | Ср | Чт | Пт | Сб | Вс |
|    |    |    |    |    | 1  | 2  |
| 3  | 4  | 5  | 6  | 7  | 8  | 9  |
| 10 | 11 | 12 | 13 | 14 | 15 | 16 |
| 17 | 18 | 19 | 20 | 21 | 22 | 23 |
| 24 | 25 | 26 | 27 | 28 | 29 | 30 |

| Пн | Вт | Ср | Чт | Пт | Сб | Вс |
| 1  | 2  | 3  | 4  | 5  | 6  | 7  |
| 8  | 9  | 10 | 11 | 12 | 13 | 14 |
| 15 | 16 | 17 | 18 | 19 | 20 | 21 |
| 22 | 23 | 24 | 25 | 26 | 27 | 28 |
| 29 | 30 | 31 |    |    |    |    |

| Пн | Вт | Ср | Чт | Пт | Сб | Вс |
|    |    |    | 1  | 2  | 3  | 4  |
| 5  | 6  | 7  | 8  | 9  | 10 | 11 |
| 12 | 13 | 14 | 15 | 16 | 17 | 18 |
| 19 | 20 | 21 | 22 | 23 | 24 | 25 |
| 26 | 27 | 28 | 29 | 30 |    |    |

| Пн | Вт | Ср | Чт | Пт | Сб | Вс |
|    |    |    |    |    | 1  | 2  |
| 3  | 4  | 5  | 6  | 7  | 8  | 9  |
| 10 | 11 | 12 | 13 | 14 | 15 | 16 |
| 17 | 18 | 19 | 20 | 21 | 22 | 23 |
| 24 | 25 | 26 | 27 | 28 | 29 | 30 |
| 31 |    |    |    |    |    |    |

## События

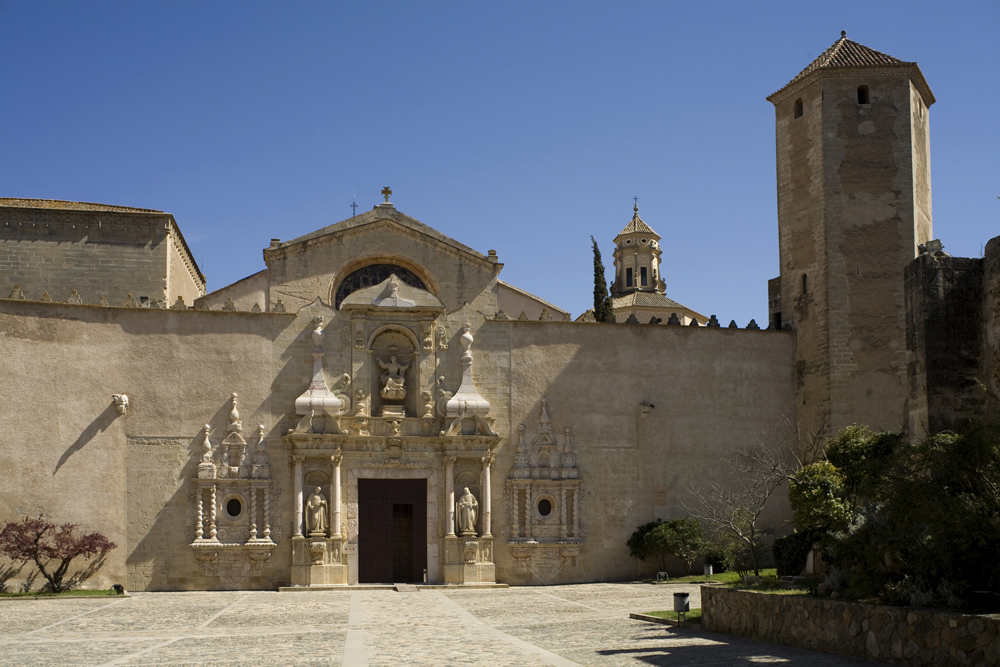
Монастырь Поблет (Испания), основанный в 1151 году

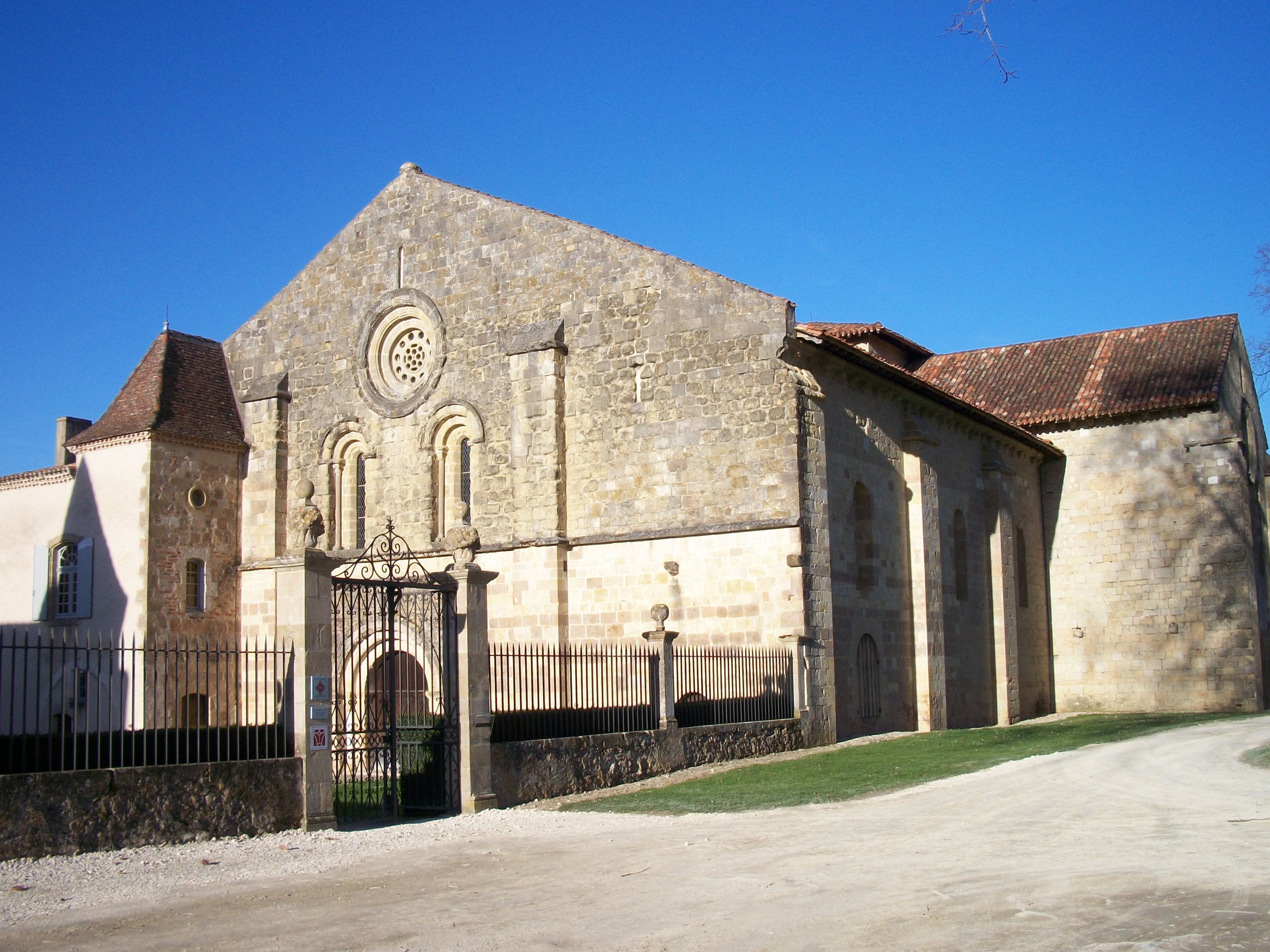
Аббатство Фларан (Франция), основанное в 1151 году

- 1135—1154 — гражданская война в Англии. Длительный феодальный конфликт в Англо-нормандском государстве, вызванный борьбой за престол после смерти короля Генриха I[1].
- 1151—1156 — началась Византийско-венгерская война. Вооруженные конфликты между византийским императором Мануилом I Комнином и королём Венгрии Гезой II[2].
  - Византийский император Мануил I Комнин одержал победу над венграми у Земуна.
- 27 января — подписан Тудиленский договор между королём Кастилии и Леона Альфонсо VII и графом Барселоны Рамоном Беренгером IV[3].
- Август — проходят переговоры между Генрихом и Людовиком VII, которые положили конец их противостоянию из-за Нормандии.
- Начало декабря (конец месяца шаабана) — Туркменское войско совершает набег на пригороды Банияса. Когда франкский правитель замка вышел против них со своими воинами, они убили и пленили многих франков, кроме правителя и нескольких его сподвижников.
- 12 декабря — в первые дни рамазана армия франков нападает на Бекаа, застав его обитателей врасплох.
- Сент-Омер покупает у графа Тьерри Эльзасского свою ратушу.
- В Болонье упоминается должность подеста (градоначальника).
- Пасха. Рожер II Сицилийский коронует своего сына Вильгельма.
- Рейд египетского флота по городам сирийского побережья. Разграблены окрестности Яффы, Акры, Тира и Бейрута.
- Гуриды сожгли Газни и вытеснили Газневидов в северную Индию.

## Русь
Правление: 1146—1149, 1150, 1151-1154 — Изяслав Мстиславич, Вячеслав Владимирович (сопровитель) и Ростислав Мстиславич
- 1146—1154 — междоусобная война на Руси[4].
  - Апрель—май — поход Юрия Долгорукого на Киев[4].
  - Сражение у Сапогыня, когда галичане разбили вторгнувшихся в их княжество венгров, союзников Изяслава[4].
- 1151—1154 — князь Изяслав Давыдович становится первый раз черниговским князем[5].

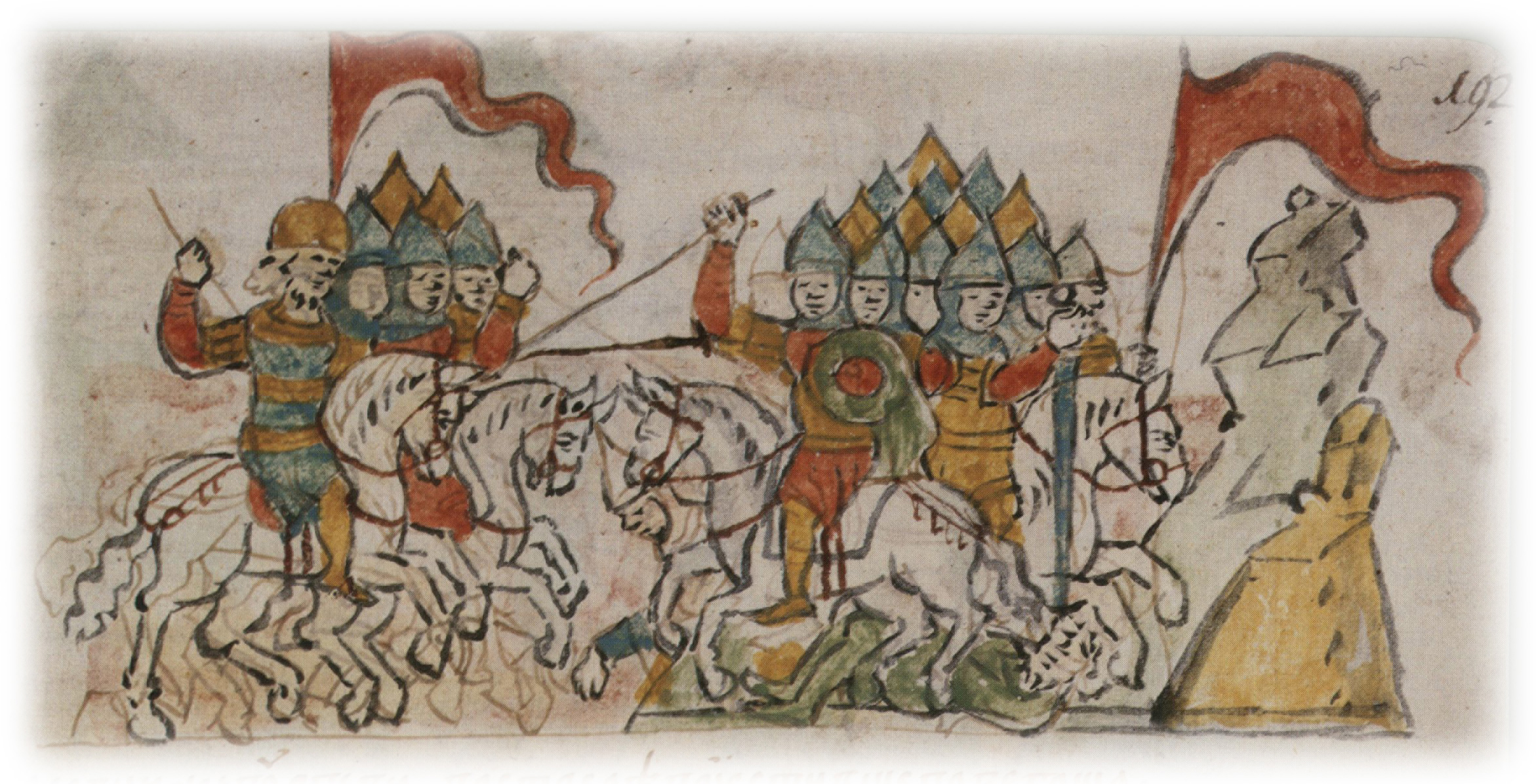
Сражение главных сил Юрия Долгорукого и Изяслава Мстиславича на Руте; ранение князя Изяслава.

- Начало года — князь Изяслав Давыдович заключил соглашение со Святославом Ольговичем, окончательно урегулировав ситуацию внутри Черниговского княжества. Тогда же направил свой полк для участия в походе киевское князя на Галич[5].
- Начало года — Владимир Мстиславич отправляется в Венгрию к королю Гезе II просить военной помощи и приводит на помощь брату Изяславу Мстиславичу десяти тысячное войско[6].
- 1151—1155 — Мстислав Изяславич второй раз становится переяславским князем. В этом же году, по приказу отца Изяслава Мстиславича отправлен вместе с венгерскими полками в Венгрию с изъявлением благодарности за помощь и с просьбой прислать новый военный отряд, который был разгромлен в битве у г. Сапогынь, а сам Мстислав Изяславич едва успел спастись бегством[7].
- Февраль — март — Галицкий князь Владимир Володаревич совершил поход на Киев, безуспешно пытаясь предотвратить вокняжение там Изяслава Мстиславича. На обратном пути разгромил отряд венгров, шедших на помощь Изяславу Мстиславичу, в битве у Сапогыни. Вероятно тогда же галицкий князь сумел захватить город Бужинск на Волыни, а также города Шумск, Тихомль, Выгошев и Гнойницу в Погорынье[8][9].
- Конец февраля — начало марта — Изяслав Мстиславич начал новый поход на Киев. Жители Дорогобужа, Корческа, Мическа добровольно перешли на его сторону, а Владимиру Мстиславичу удалось захватить без боя Белгород[10].
- Март — заняв Киев в третий раз, Изяслав Мстиславич подтвердил старейшинство Вячеслава Владимировича[10].
- Апрель — Глеб Юрьевич на короткое время становится переяславским князем (Переславль Южный)[11].
- 23 апреля — Изяслав Давыдович со своим полком подходит к Городцу, где соединяется с Изяславом и Ростиславом Мстиславичами и Вячеславом Владимировичем. Данные полки принимают участие в сражении за днепровские переправы и в обороне Киева[12].
- Начало мая — Юрий Долгорукий с союзниками переправляется через Днепр. Происходят столкновения с войском Изяслава у Киева. Отступление Юрия от Киева[13].
- Май — Изяслав Мстиславич нанёс сокрушительное поражение своим противникам во главе с Юрием Долгоруким в Рутской битве. Юрий Долгорукий вновь переправляется через Днепр у Триполья и укрывается в Переяславле[10][13].
- Изяслав Давыдович перевозит тело брата Владимира Давыдовича погибшего в Рутской битве в Чернигов, где и хоронит его, после чего занимает черниговский стол[12].
- 15—17 июля — Вячеслав Владимирович с Изяславом Мстиславичем совершили успешный военный поход на Переславль, после боёв у которого Юрий Долгорукий был вынужден уйти в Городец-Остерский. Долгорукий был вынужден заключить мир, по которому обязывался не претендовать больше на киевские престол и уйти в Суздаль, при этом выговаривает с течении месяца быть в Городце, а в Переяславле оставить сына Глеба Юрьевича. Однако Долгорукий задерживается больше оговоренного срока и это вызывает новые столкновения с Изяславом[14].
- Лето — Изяслав Мстиславич с дядей Вячеславом Владимировичем, с союзниками чёрными клобуками предпринимают поход на Киев. У Пересопницы они разбили Глеба Юрьевича захватив его в плен (позже отпущен к отцу в Киев), побеждают Юрия Долгорукого и вновь занимают город Киев. В городе Изяслав Мстиславич сумел убедить въехавшего туда ранее Вячеслава Владимировича покинуть город, но оказавшись перед необходимостью усиления своих войск, Изяслав Мстиславич пошёл на полное примирение с дядей, лично поехал в Вышгород, где признал его старейшинство[10][15].
- Изяслав Мстиславич с имеющимися войсками предпринимает военный поход против Владимирка Володаревича, сторонника Долгорукова, но обнаружив значительный перевес сил противника, отступил в Киев, а оттуда во Владимир-Волынский[10].
- 1151—1154 — Изяслав Мстиславич, заключает союз с Вячеславом Владимировичем, признал его старейшинство и вероятно в апреле Вячеслав Владимирович в третий раз становится киевским князем, въехав в Киев в качестве соправителя Изяслава Мстиславича[14]. Создание «дуумвирата» обеспечило легитимность княжения Изяслава Мстиславича в Киеве, с точки зрения родового старейшинства[10].
- Конец августа — начало сентября — Изяслав Мстиславич осадил Городец-Остерский, заставив Юрия Долгорукова сдаться после длительной осады, который ушёл в Новгород-Северский, где ненадолго остановился у Святослава Ольговича, который дал ему подводы для переезда, а оттуда в Суздаль и вообще был вынужден уйти из Южной Руси. На княжение в Городец-Остерский был переведён Глеб Юрьевич, а в Переяславле вокняжился сын Изяслава — Мстислав Изяславич[10][15].
- 1151—1157 — Святослав Всеволодович, по всей видимости, княжил в Стародубе[16].
- 1151 — март 1155 — Климент Смолятич второй раз становится митрополитом киевским[17].
- Первое упоминание в Ипатьевской летописи городов Блестовит[18] (сейчас село), Сапогынь[8] (сейчас село), Вернев (Чернев, сейчас село Черногородка)[19].
- Не позднее 1151 — ростово-суздальский князь Долгоруков Юрий Владимирович в Суздальском ополье основывает г. Юрьев-Польский[20].

## Начало правления
См. также: Список глав государств в 1151 году
- Генрих Плантагенет — герцог Нормандии.
- 1151, январь — 1154, октябрь — годы Нимпё (Нимпэй) (Япония).

## Родились
См. также: Категория:Родившиеся в 1151 году
- Игорь Святославич.
- Владимир Ярославич (князь галицкий).

## Скончались
См. также: Категория:Умершие в 1151 году
- Эльвира Кастильская — третья жена Раймунда Тулузского, одного из лидеров 1-го крестового похода.
- Ростислав Юрьевич — князь новгородский. старший сын Юрия Долгорукова[21].